# Bartolomeo Giuseppe Stoffella dalla Croce
Bartolomeo Giuseppe Stoffella dalla Croce (* 23. Juni 1799 in Camposilvano, Vallarsa, Welschtirol; † 14. Januar 1833 in Rovereto) war ein österreichischer Archäologe.

## Leben
Bartolomeo Giuseppe Stoffella besuchte das Gymnasium in Rovereto, studierte Theologie in Padua und wurde Professor am Gymnasium in Rovereto. Er befasste sich mit der Archäologie seiner Heimat, mit sprachwissenschaftlichen Abhandlungen und verfasste Gedichte. Er war mit dem 2007 seliggesprochenen Philosophen und Theologen Antonio Rosmini befreundet.
1826 veröffentlichte er in Rovereto das Werk Sopra i sepolcri scoperti in Rovereto l’anno 1819 über die in Rovereto gefundenen Römergräber. In San Pietro bei Ala und bei Volano wurden römische Meilensteine gefunden, aus diesen erschloss er den Verlauf der Römerstraße am linken Ufer des Etschtales und wies nach, dass das heutige Ala mit dem römischen Palatium des Antoninischen Itinerars identisch sei. Dadurch wurden erst die Römerfunde bei Rovereto erklärbar.
Er vervollständigte ein begonnenes, unveröffentlichtes Werk des Girolamo Tartarotti über das dem Dichter Cajus Valerius Marianus in Trient errichtete Denkmal. Stoffella hielt Vorträge in der Accademia Roveretana degli Agiati über Riva zur Römerzeit, weiters über eine in Cavedine aufgefundene Bronzestatue Jupiters und schrieb eine Abhandlung über die archäologischen Funde im Nonstal sowie über die Geschichte des Tales Vallarsa und des Tiroler Adelsgeschlechtes Castelbarco. Als der König von Ungarn, Erzherzog Ferdinand (der spätere Kaiser Ferdinand I., der Gütige), Südtirol besuchte, beschrieb er den Festzug, den feierlichen Empfang und Ferdinands Reise durch das Land. 1826 veröffentlichte er sein Werk über den Verlauf der Grenzen zwischen Tirol und dem Gebiet von Verona in der Antike. Weiters übersetzte er das Werk Restauration der Staats-Wissenschaft des Schweizer Staatsrechtlers Carl Ludwig von Haller ins Italienische. Bartolomeo Giuseppe Stoffella war auch leitender Redakteur des Lokalblattes Messagiere Tirolese in Rovereto und Gründungsmitglied des Tiroler Landesmuseums Ferdinandeum. Seine umfangreiche archäologische Sammlung hat er dem Ferdinandeum überlassen.

## Schriften
- Cenni storici intorno alla famiglia Castelbarco, Rovereto 1824
- Sopra una statuetta di bronzo trovato in Cavedine diocesi di Trento, Rovereto 1825
- Sopra i sepolcri Romani scoperti in Rovereto l’anno 1819, Rovereto 1826
- Saggio sopra i confini del territorio Veronese e Trentino a’ tempi dei Romani, Milano 1826
- Cenni sul libro intitulato: Considerazioni di alcune cose contenute nel saggio del Sig. Prof. Stoffella sopra i confini del Veronese e del Trentino, Rovereto 1827
- Il trono del diavolo, Rovereto 1828
- Necrologia di Gaetano Tacchi, Rovereto 1828